# Hôtel Rolin
Pour le bâtiment situé à Autun, voir Hôtel du Chancelier Rolin.
L'Hôtel Rolin est un hôtel particulier de la ville de Dijon situé 8 rue Jeannin, dans son secteur sauvegardé.

## Histoire

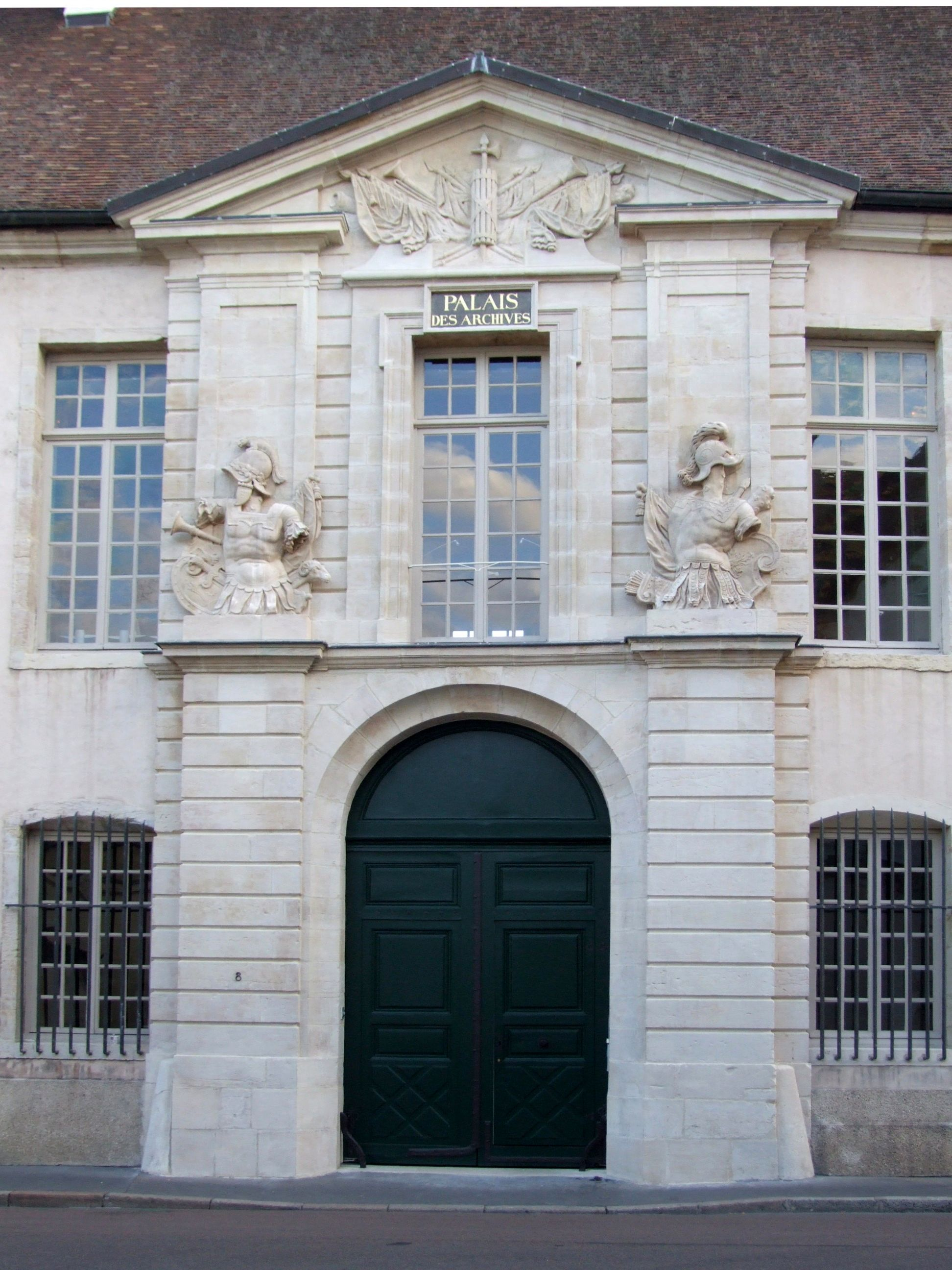
Hôtel Rolin

L'hôtel a été construit vers 1440 pour le chancelier Rolin sur la route de Langres qui était à l'époque la rue Saint-Nicolas, actuelle rue Jean-Jacques Rousseau. De ce premier hôtel il ne reste qu'une grande salle avec une cheminée, des niches murales et une partie de la chapelle.
En 1500, les héritiers du chancelier le vendent à la municipalité de Dijon qui y installe l'hôtel de Ville jusqu'en 1831.
La façade sur la rue Jeannin est reconstruite en 1669 et 1670. La salle du conseil est redécorée en 1680-1683.
L'architecte Jacques Gabriel refait l'avant-corps central, le hall à colonnes et le grand escalier entre 1707 et 1714.
La municipalité fait construire l'aile le long de la rue en 1712-1715 pour y installer le Bureau des pauvres.
En 1758, l'acquisition de l'hôtel Bernardon, construction voisine, procura la place nécessaire pour loger les archives et agrandir les prisons.
Le jeune Mozart s'y produisit en concert le 18 juillet 1766.
Le cachot noir ou "Galbanum" était souterrain et réservé aux condamnés à mort. Avec ses anciennes cellules, les nouvelles prisons avaient une capacité de 120 détenus.
L'hôtel est acquis en 1832 par le département de la Côte-d'Or pour y installer les archives du département, après le transfert de l’hôtel de ville au Palais Ducal. Cette nouvelle affectation a entraîné une modification des dispositions intérieures.
C'est alors, en 1839 que les prisons, devenues prisons militaires ont été transportées à la caserne Dampierre et les vieux bâtiments détruits.
Une restauration entre 1990 et 1996 a permis de réhabiliter certaines parties anciennes.
Il est inscrit et en partie classé aux monuments historiques depuis 1947.

## Galerie

### Plaque commémorative ou d'information

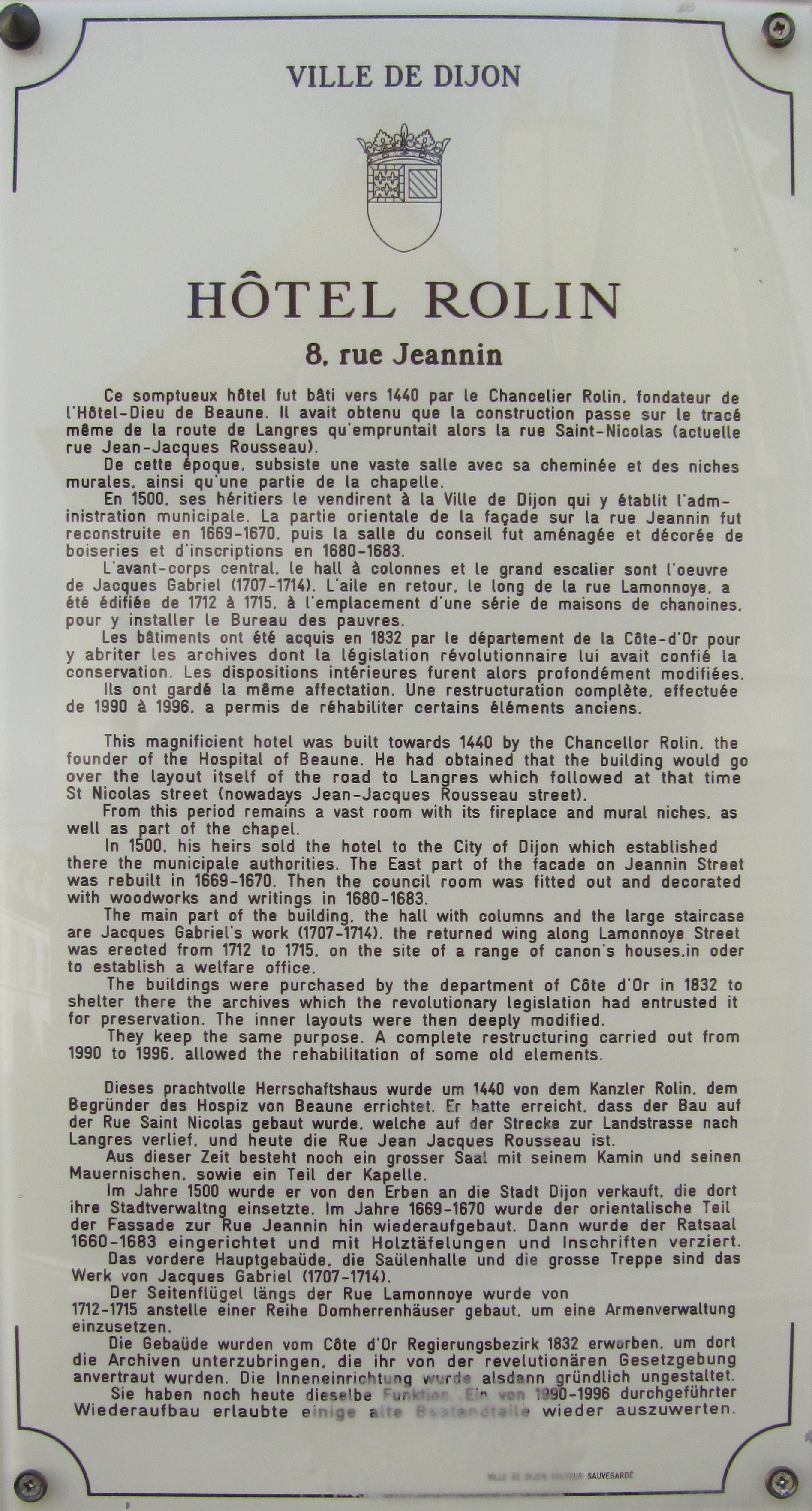
Plaque d'information trilingue (français, anglais, allemand)
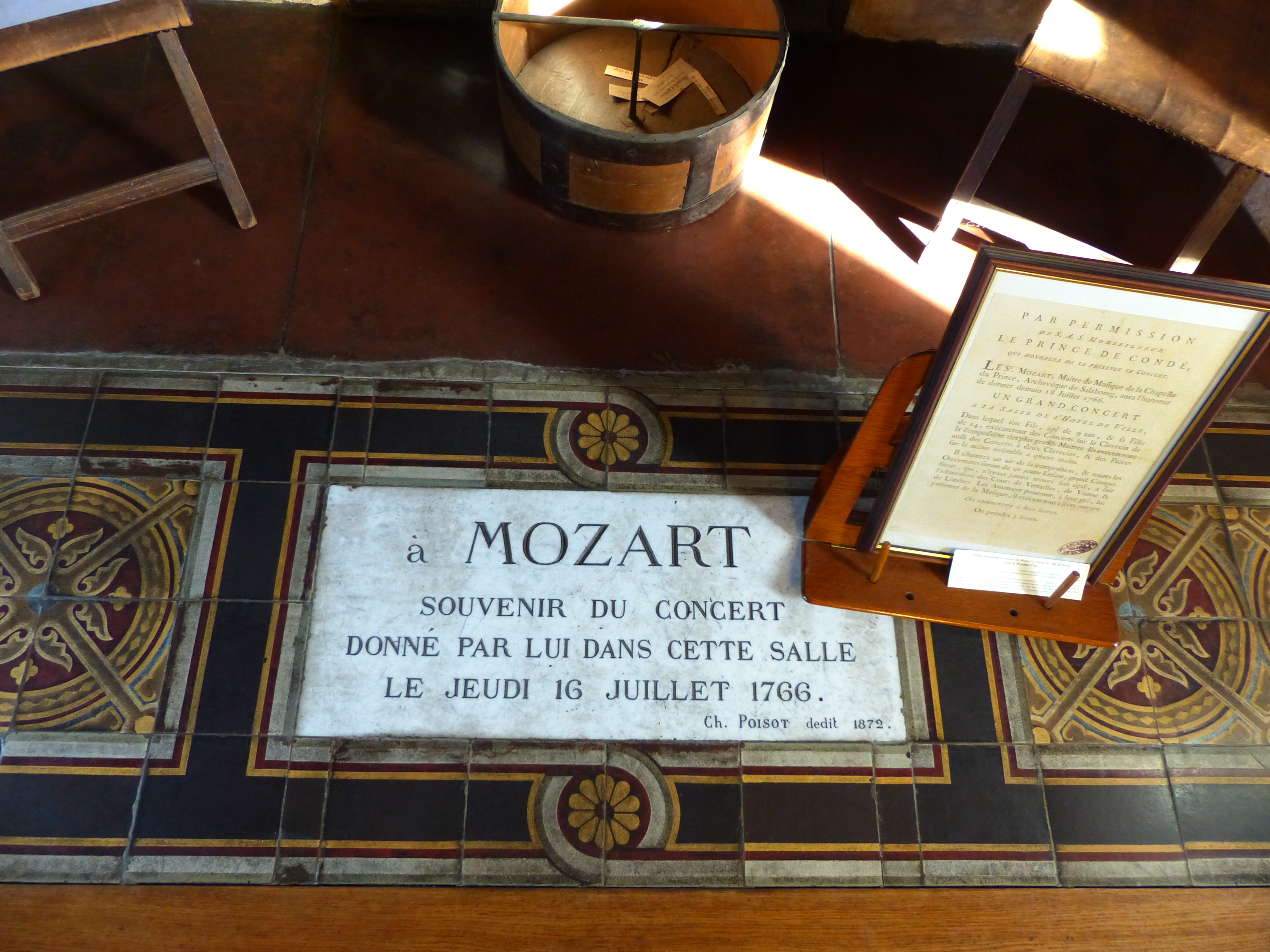
Plaque commémorative en mémoire d'un concert donné en ce lieu par Wolfgang Amadeus Mozart
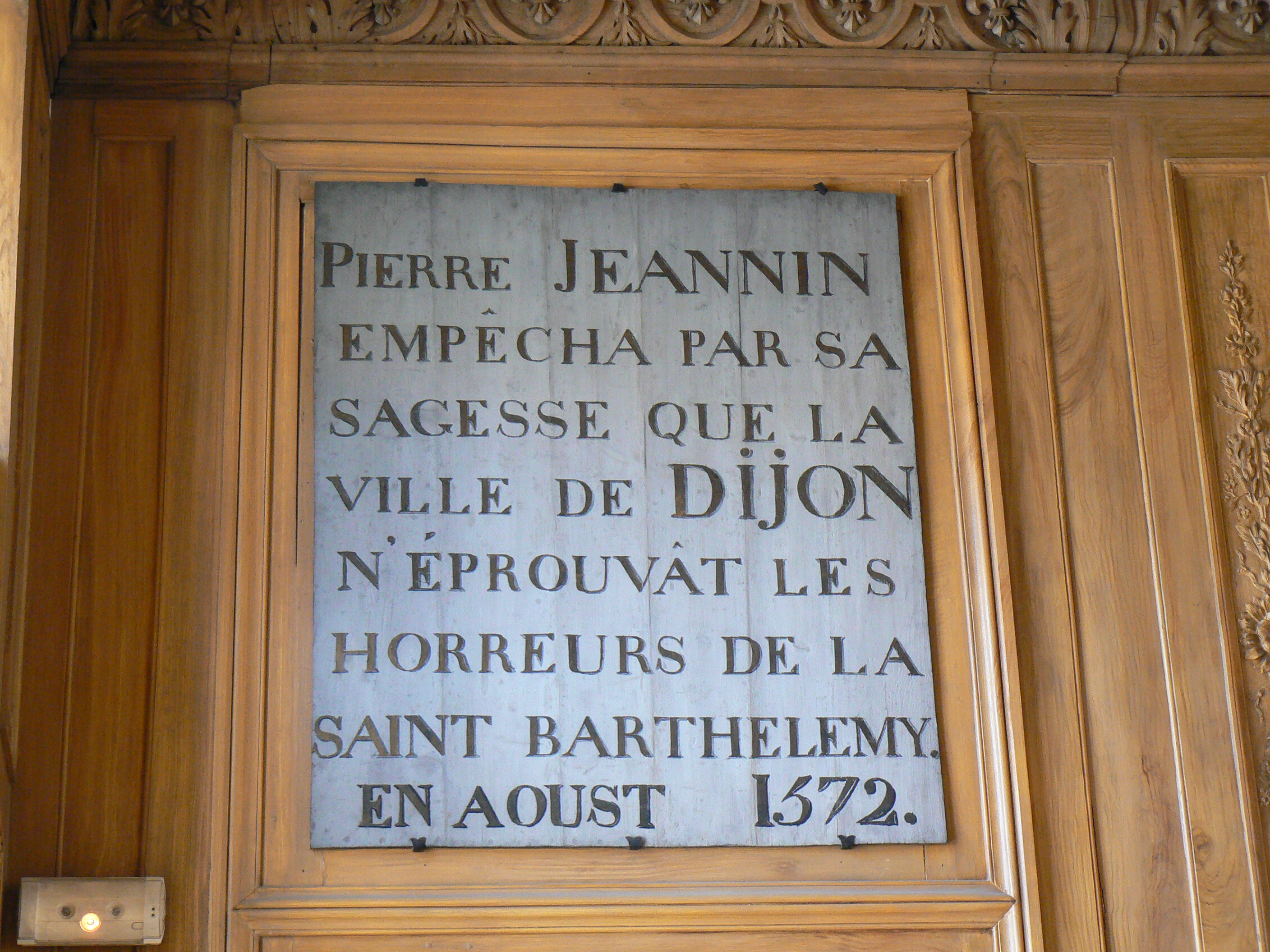
plaque d'hommage à Pierre Jeannin
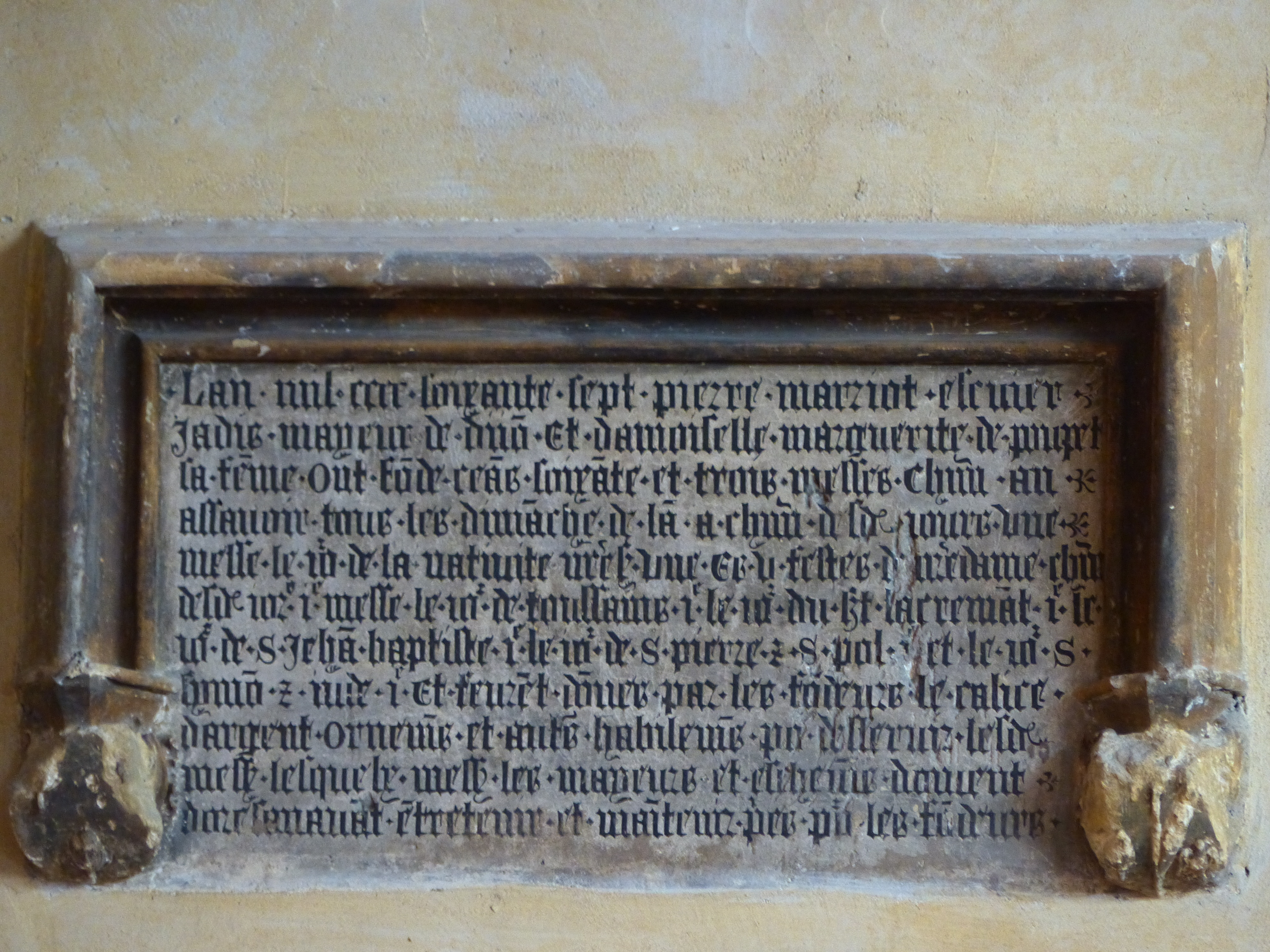
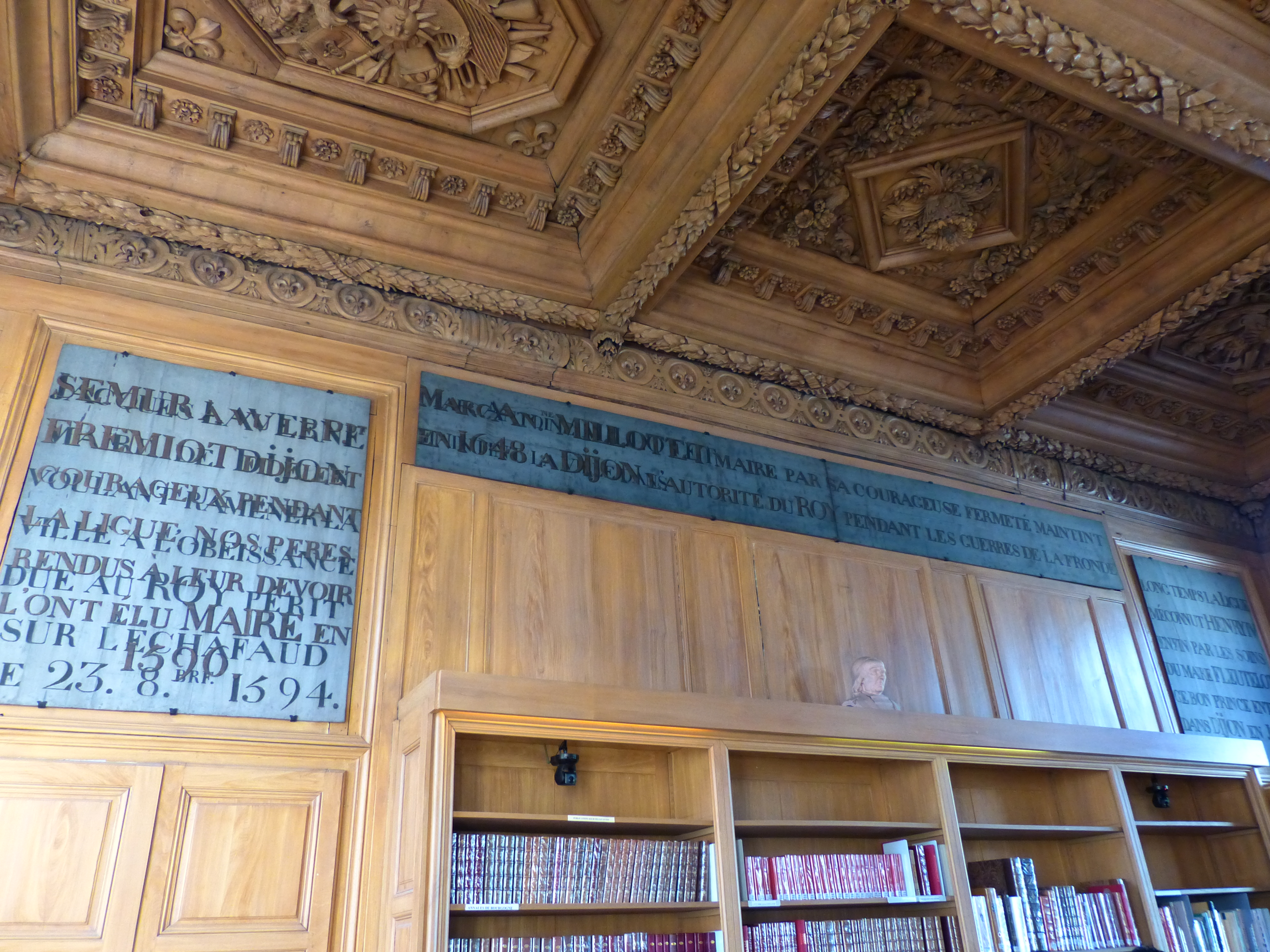

### Intérieur

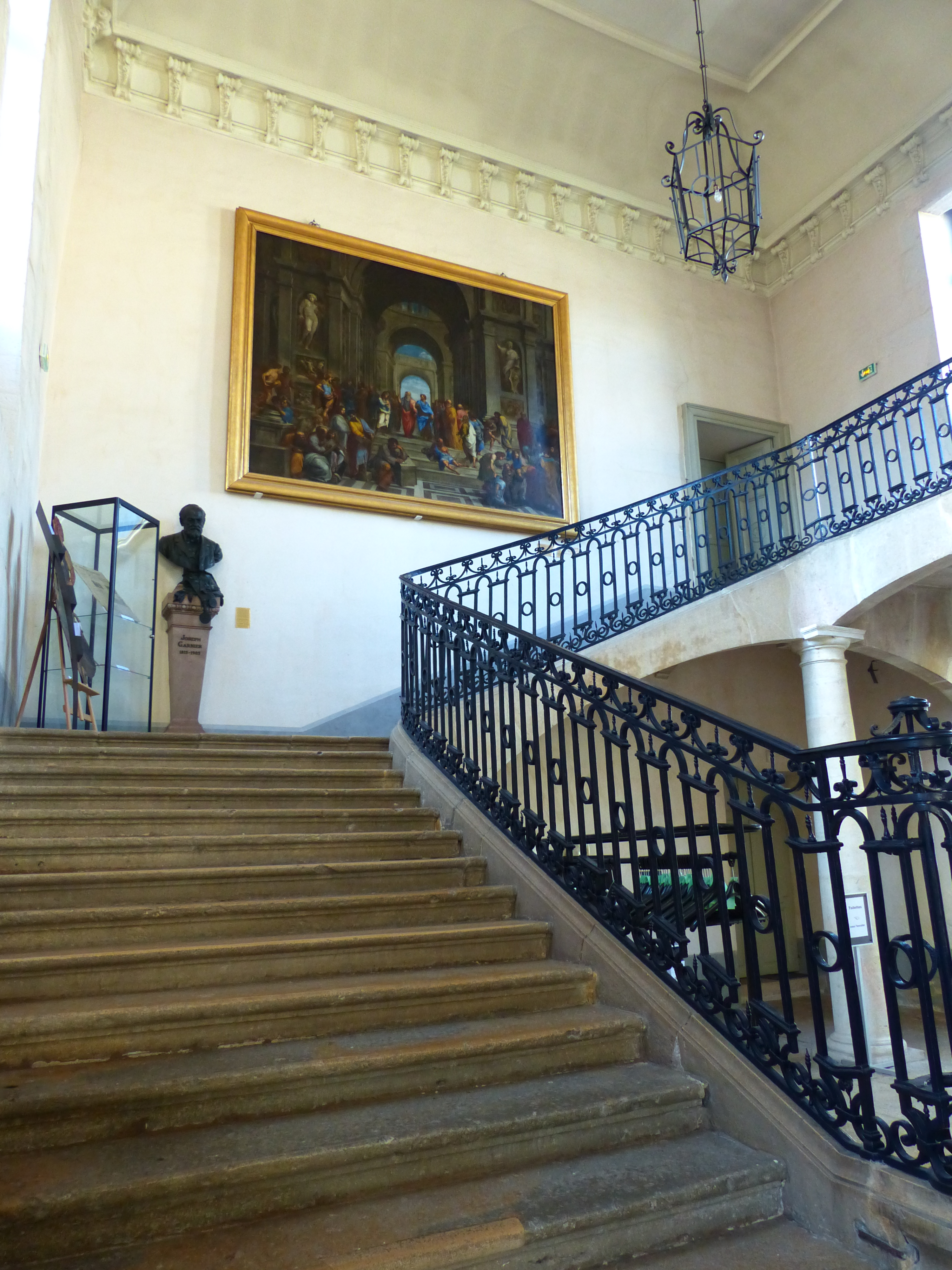
L'escalier
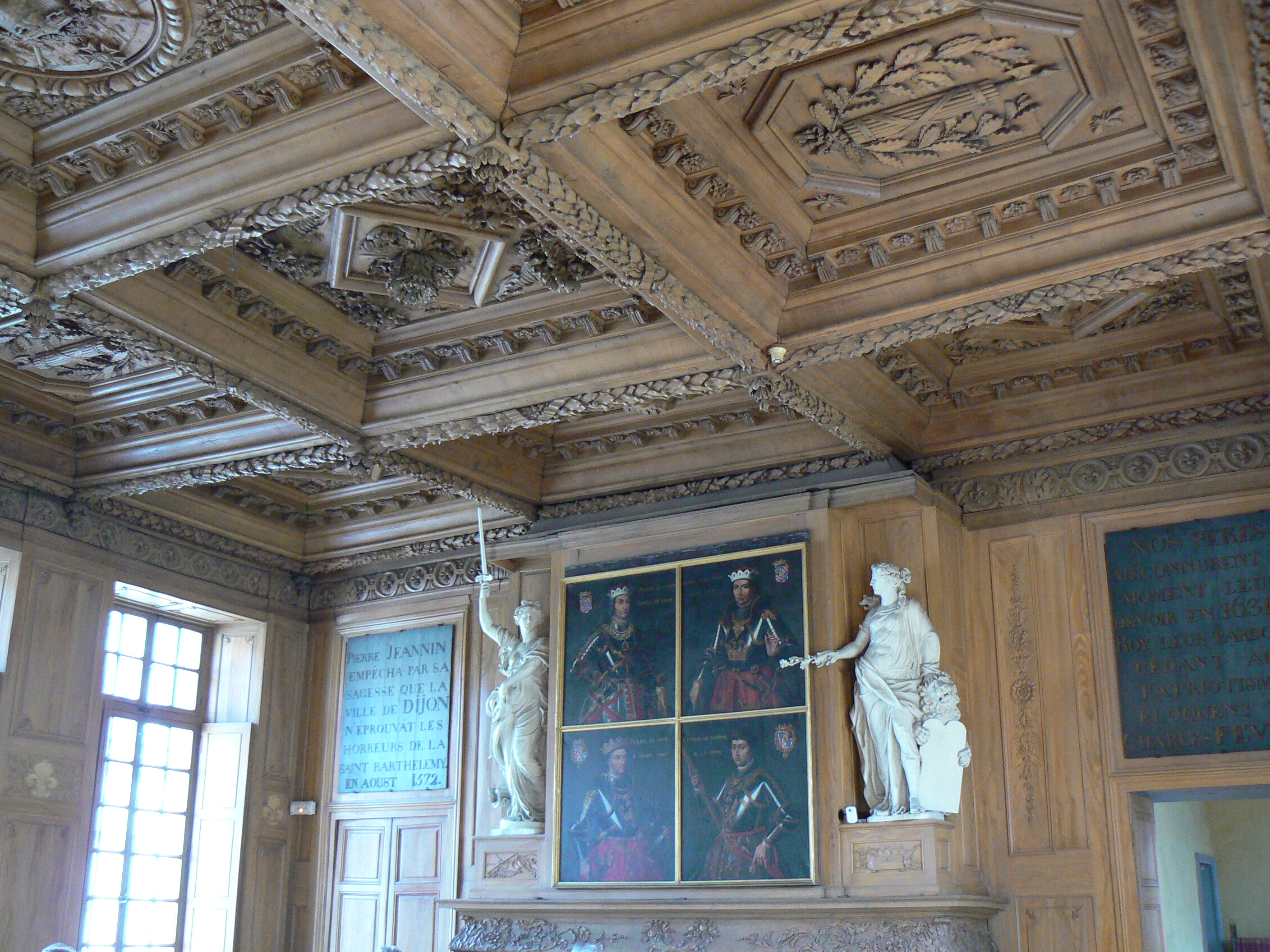
Salle de lecture des archives départementales, ancienne salle du conseil municipal
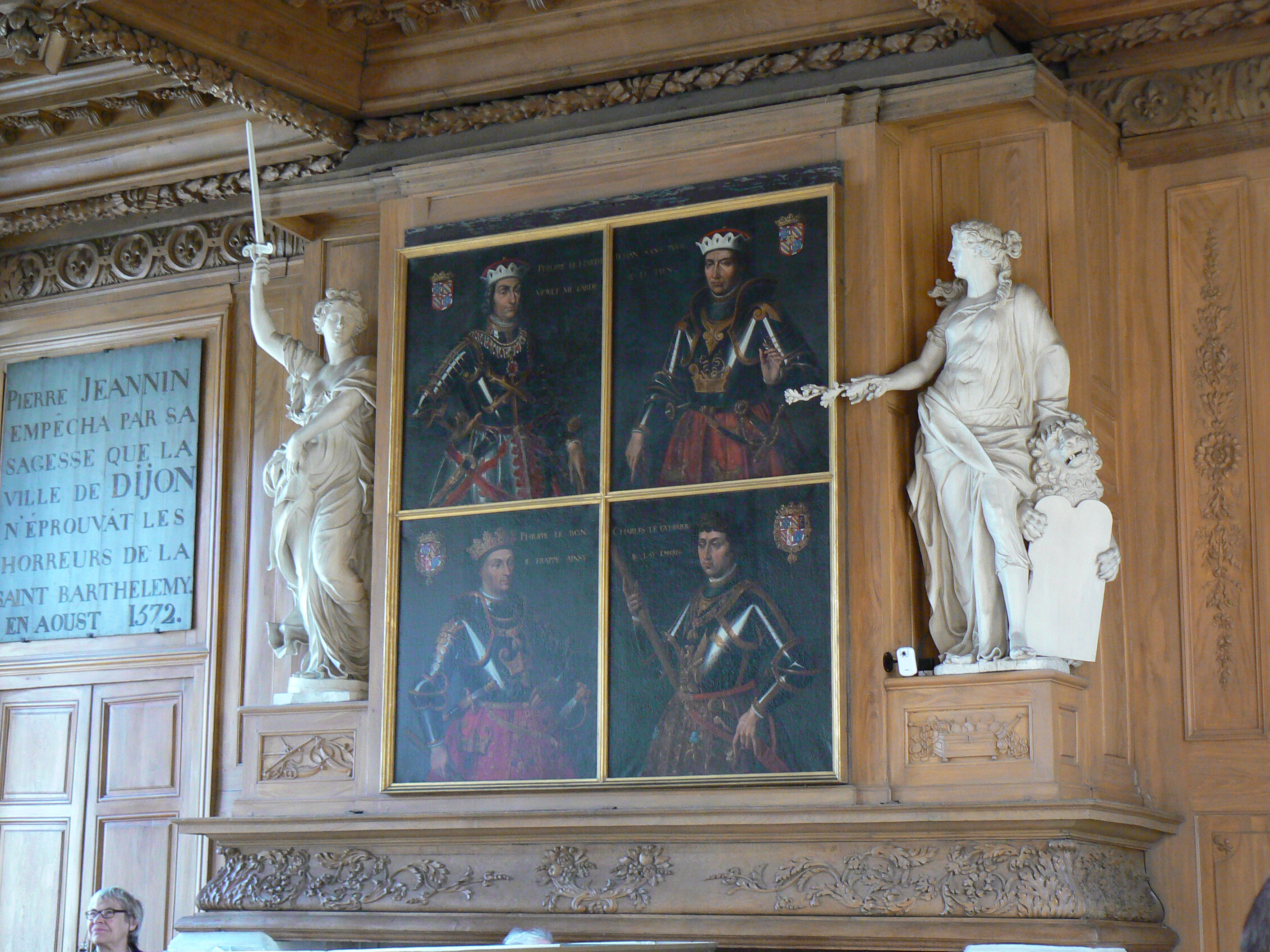
Détail de la cheminée
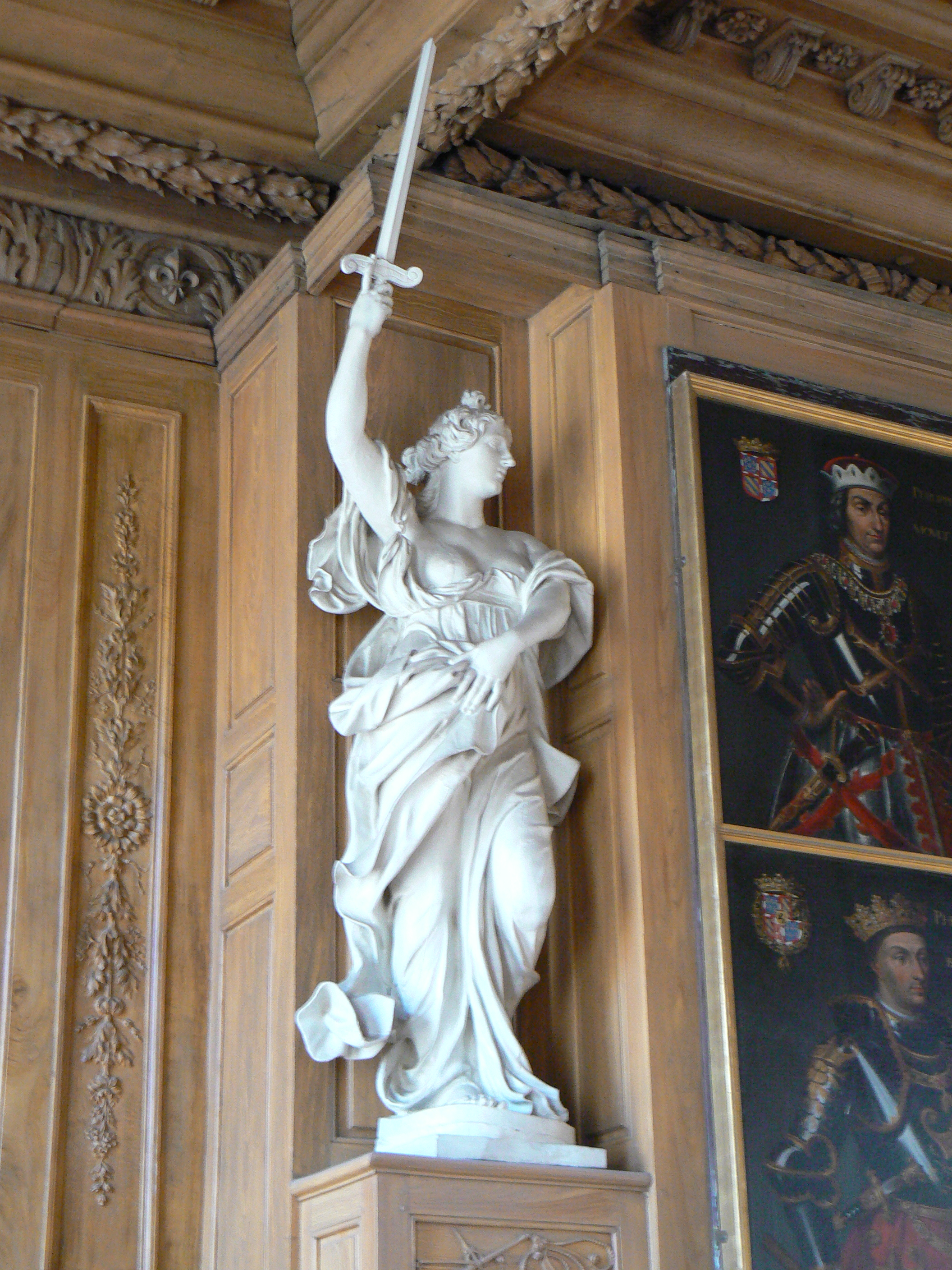
Détail d'unbe des statues
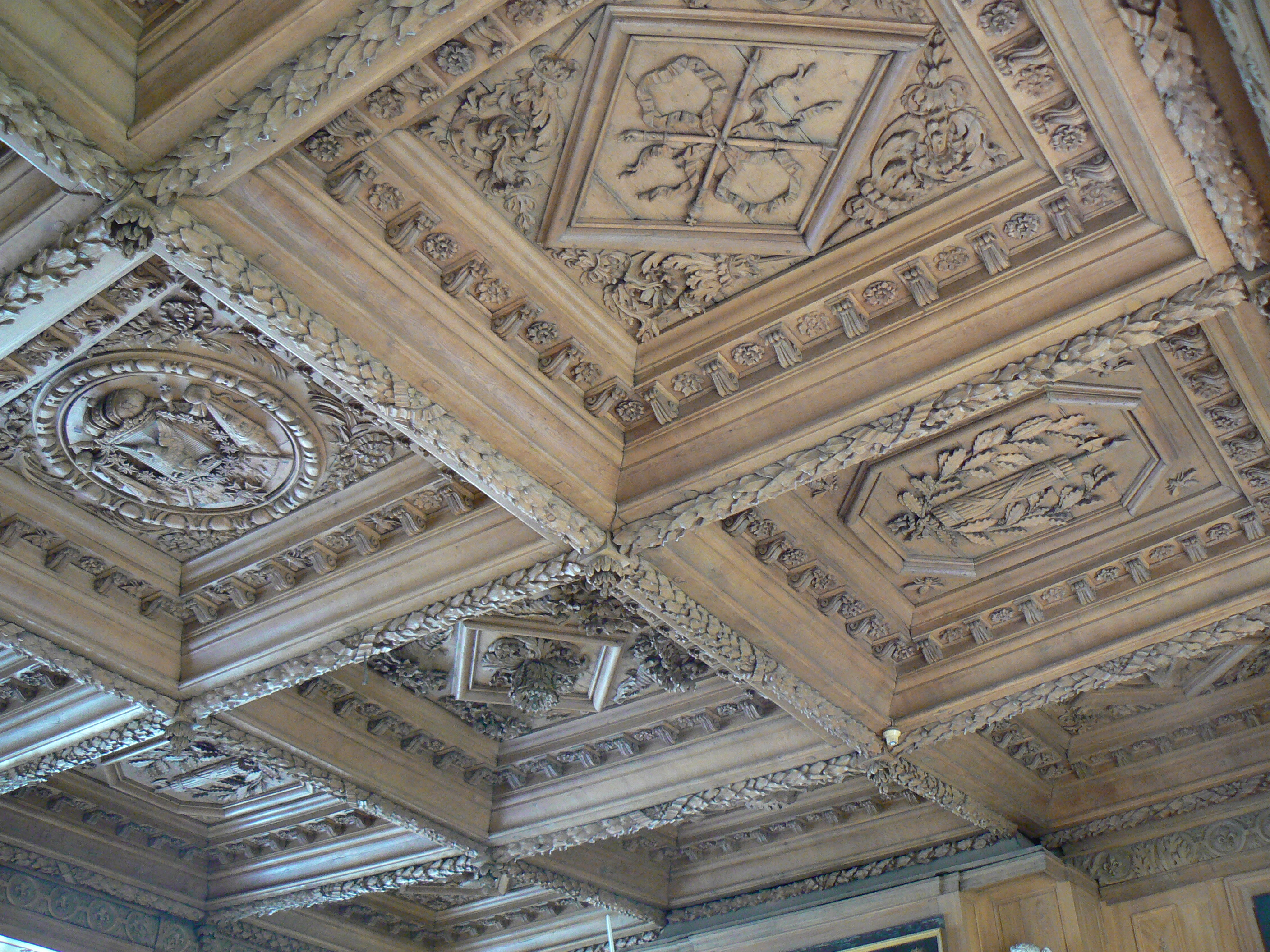
Détail du plafond à caissons

### Cour intérieure

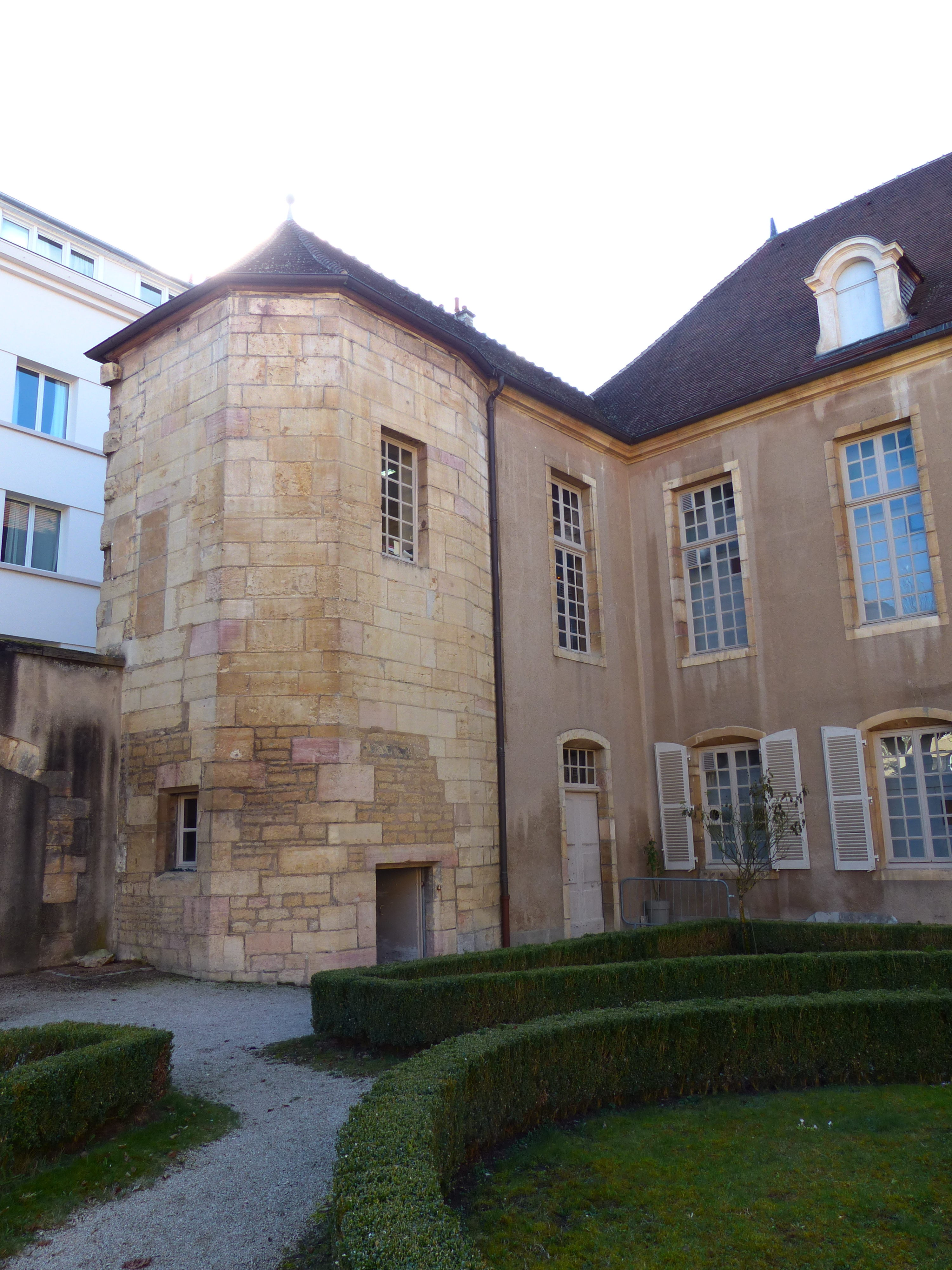
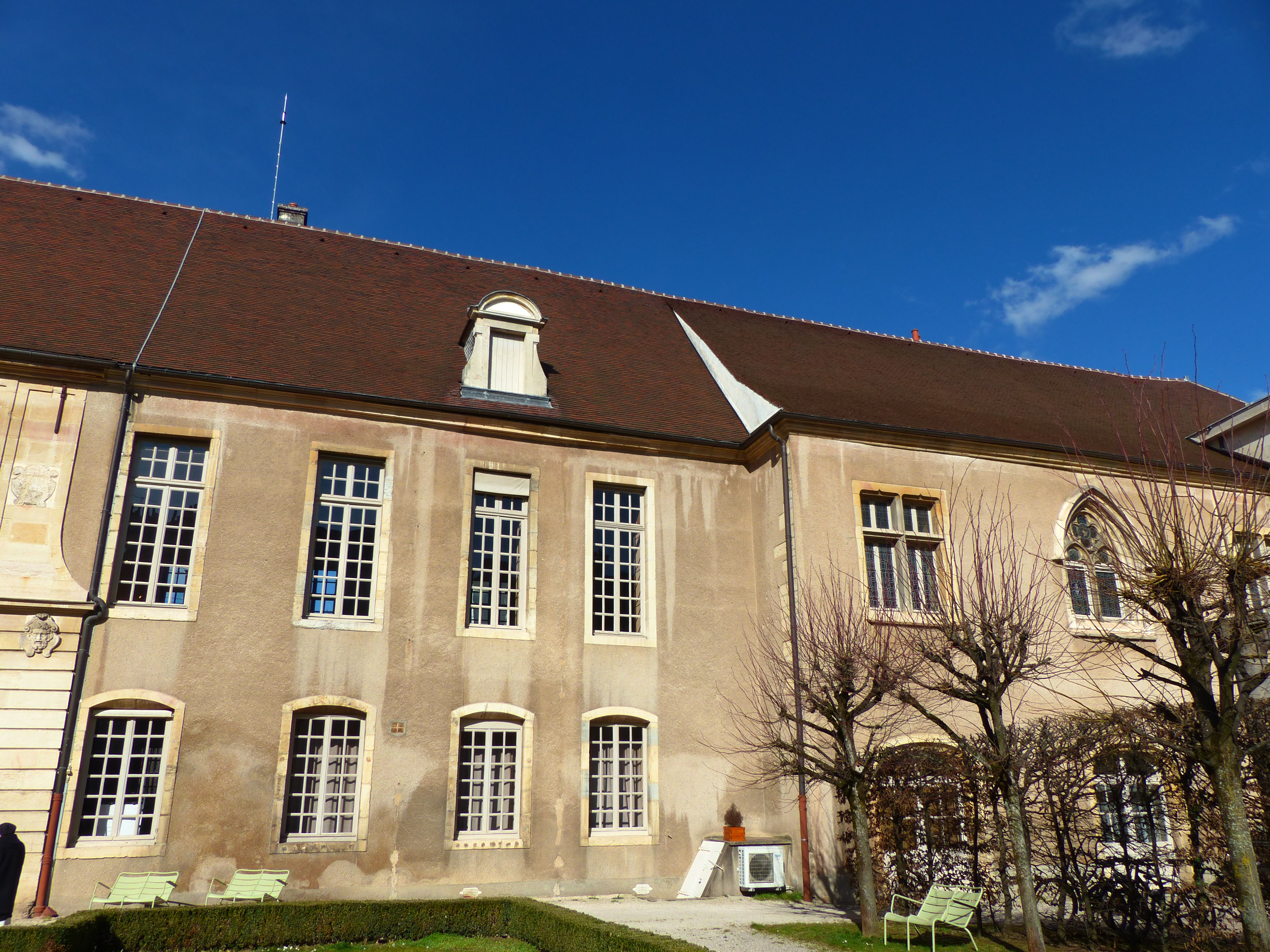